# Iconoclast (Part 1: The Final Resistance)
Iconoclast (Part 1: The Final Resistance) – piąty album studyjny niemieckiego zespołu Heaven Shall Burn. Była to pierwsza część trylogii Iconoclast w dorobku zespołu (druga część to wydawnictwo DVD: Bildersturm – Iconoclast II (The Visual Resistance) z 2009 roku, zaś trzecia to album studyjny Invictus (Iconoclast III) z 2010 roku.
Płytę promowały singel "Endzeit" (2008) oraz teledyski do utworów "Endzeit" (2008) i "Black Tears" (2009)

## Lista utworów
1. "Awoken" (instrumentalny) - 1:29
2. "Endzeit" - 4:18
3. "Like A Thousand Suns" - 3:46
4. "Murderers Of All Murderers" - 3:55
5. "Forlorn Skies" - 4:51
6. "A Dying Ember" - 6:57
7. "Joel" - 5:04
8. "A Quest For Resistance" - 4:51
9. "Black Tears" (cover Edge of Sanity) - 3:06
10. "The Bombs Of My Saviours" - 4:22
11. "Against All Lies" - 5:09
12. "The Disease" - 2:47
13. "Equinox" (instrumentalny) - 3:10
14. "Atonement" (instrumentalny) - 4:35

Utwory bonusowe na japońskiej edycji
15. "No One Will Shed A Tear" (pierwotnie na splicie The Split Program II) 04:41
16. "Downfall Of Christ" (cover Merauder) 03:10
Wersja limitowana
Edycja Digi-Book Edition z bonusowym materiałem DVD zawierającym teledysk "Counterweight", galerie fotografii i set koncertowy z festiwalu Wacken Open Air w 2007 roku:
1. Echoes (Intro) (1:26)
2. The Weapon They Fear (3:50)
3. The Only Truth (4:27)
4. Counterweight (4:52)
5. Profane Believers (4:38)
6. The Seventh Cross (5:22)
7. Voice Of The Voiceless (6:08)
8. Behind A Wall Of Silence (5:20)
9. MyBestFriends.Com (5:05)
10. No One Will Shed A Tear (5:06)
11. Counterweight (teledysk) (4:30)

## Twórcy
Podstawowy skład
- Marcus Bischoff – śpiew
- Maik Weichert – gitara elektryczna
- Eric Bischoff – gitara basowa
- Matthias Voigt – perkusja
- Alexander Dietz – gitara elektryczna

Udział innych
- Patrick W. Engel oraz Ralf Müller wykonali partie gitarowe, basowe, perkusyjne, wokalne oraz klawiszowe podczas sesji nagraniowych do płyty[6].
- Kompozycje instrumentalne "Awoken" [intro] oraz "Equinox" są autorstwa Ólafura Arnaldsa, który zarejestrował je w swoim domu w Mosfellsbær na Islandii. Zagrał on w nich na fortepianie. Wsparli go swym udziałem Margret Soffia Einarsdóttir, Una Petursdóttir, Arnus Hulda Audunsdóttir (wszyscy skrzypce) oraz Pordug Gudmundur Hermannson (wiolonczela).

## Inne informacje
- Płyta to album-koncept. Jak przyznawali sami muzycy - bazował on na twórczości i dziełach Szymona Wiesenthala, Victora Klemperera i Fryderyka Nietzschego. Jak stwierdził Matthias Voigt: "Ikonoklaści to ludzie, którzy burzą religijne symbole. Między innymi także fałszywych bożków, a w dalszym znaczeniu również ludzie, którzy zwracają się przeciwko fałszywym idolom lub przeciwko politycznym "przywódcom". Względnie często chodzi w naszych tekstach o bojowników o wolność oraz ruchu oporu. Zupełnie według zasady "Żadnych bogów, żadnych mistrzów" należy zakwestionować hierarchie. Nie chodzi wyłącznie o religijną uległość, lecz także polityczne stosunki władzy, które są wątpliwe. [...] Album funkcjonuje na dwóch płaszczyznach. Jedna jest realna, są to przytaczane wydarzenia z historii, a obok tego mamy taką raczej uduchowioną. Drugą sferę można rozpatrywać także niezależnie od tła i rozumieć jako czystą historię fantasy, w przypadku której można sobie ułożyć osobiście obrazy w głowie. Tenże podział na dwie płaszczyzny widzimy także jako symbol rozdziału państwa i kościoła. Wszystko funkcjonuje na dwóch płaszczyznach i jest to tym samym niejako koncept, u którego podstaw leży płyta"[7].
- Utwór "Joel" dotyczył bezpośrednio amerykańskiego pastora telewizyjnego Joela Osteena, kierującego neocharyzmatycznym Kościołem Lakewood Church i zarabiającego miliony dolarów dzięki funduszom od ludzi lokujących w jego naukach swoje pragnienie szczęścia.
- Utwór-cover "Black Tears", autorstwa zespołu Edge of Sanity (autor kompozycji: Dan Swanö), pochodzi pierwotnie z albumu Purgatory Afterglow (1994)[8].
- Utwór bonusowy - cover "Downfall Of Christ", pierwotnie autorstwa zespołu Merauder, pochodzi z albumu Master Killer (1996)[9].

## Okładka
Okładka albumu ukazuje wojownika z dwoma mieczami. Jednym próbuje on przeciąć swoje kajdany. Drugim wykonuje zamach w stronę mordercy, który jest przedstawiony jako demon. W tle widać miasto i czerwone słońce. Projekt okładki wykonał wokalista niemieckiego zespołu metalcore'owego Callejon, Bastian Sobtzick. Na ostatniej stronie wkładki zawarto cytat z dzieła Fryderyka Nietzschego, "Die fröhliche Wissenschaft" ("La gaya scienza", pol. "Wiedza radosna"), które zasłynęło twierdzeniem, iż "Bóg nie żyje".

## Cytat
We wkładce do płyty znajduje się następujący tekst (oryg. w j. niem.).

We wszystkich czasach i we wszystkich światach, we wszystkich epokach i we wszystkich narodach wędrują wciąż i zawsze wśród ludzi na tej ziemi 123 wojownicy. 
Tak cisi i samotni, jeszcze nieznani i nierozpoznawalni. Żadne książki, żadne sagi, żadne pieśni nie opowiadają o ich życiach i żaden kamień nie nosi ich nazwisk.
W żadnym niebie nie górują kolumny ich wojen, żaden horyzont nie ogranicza pola ich bitew, w żadnej wodzie i w żadnym ogniu nie zanurza się ich broń. Ich ostrza hartuje w rodzaju ludzkim nadzieja i chłód ich serc. 
Tylko w najmroczniejszym z wszystkich czasów budzi się duch, który określa jak mają działać tam, gdzie płoną  pochodnie fałszywych bogów i bożki święcą nowe świątynie, są posłani aby rozbić, aby spalić, aby zniszczyć.
Oni sądzą przywódców, służących, panów, niweczą obrazy pychy i wymazują mity urojeń.
Jedyny bóg właśnie umarł, ten, który nosi tysiąc imion i przecież był jednym.
Torturowany, zdradzony, zamordowany i już gnije w zapomnianych grobach. Nic nie może tego zmienić i nic nas nie pocieszy. Zemsta to wszystko, co pozostało. Ich gniew się obudził i zaczęła się wojna, samotnie przeciw światu morderców, ostatni opór, Ikonoklasta.